# عشرب إبطي
عشرب إبطي (الاسم العلمي:Exacum axillare) هو نوع من النباتات يتبع جنس العشرب من الفصيلة الجنطيانية.